# Боні (національний заповідник)
Національний заповідник Боні — національний заповідник, розташований в окрузі Гарісса, Кенія. Заповідник має площу 1,339 км² і управляється Службою дикої природи Кенії. Був створений в 1976 році як заповідник для слонів у сухий сезон у колишніх кенійських районах Іджара та Ламу та Сомалі. Популяція слонів значно скоротилася через браконьєрство. Парк розташований на кордоні із Сомалі, тому браконьєри з сусідньої країни часто проникають у парк та вбивають тварин.
28 грудня 2010 року Консульське бюро Державного департаменту США включило Національний заповідник Боні до списку територій Кенії, яких американським мандрівникам слід уникати через тероризм і насильницькі злочини.  Проте сьогодні парк вважається безпечним.

## Рослинність
Ліс Боні, на честь якого названо заповідник, є  відкритим лісом, складовою мозаїчних прибережних лісів екосистеми Північного Занзібару-Інгамбане. Ліс, що має одну з найвищих у світі щільність видів рослин, був оголошений гарячою точкою біорізноманіття.

## Дика природа
Звичайні травоїдні тварини в цьому регіоні включають бегемота, кущову свиню, бородавочника, буйвола, звичайного дуїкера, топі та коба звичайного. Також тут можна зустріти таких рідкісних хижаків як африканський дикий собака та земляний вовк. Вкрай рідко зустрічаються африканські слони.

## Птахи
Як частина східноафриканського прибережного лісу, заповідник населяють види птахів, характерні для прибережних лісів східної Африки, можливо, включаючи види, що знаходяться під загрозою глобального зникнення, такі як білогорлий щеврик.

## Подальше читання
- Githiru, M. та ін. (2007) Щільність, поширення та використання середовища існування великими ссавцями в національному заповіднику Боні та сусідній північній буферній зоні, північно-східна Кенія. Національні музеї Кенії.
- Антіпа, Р. С., Алі, М. Х. та Хуссейн, А. А. (2007) Оцінка потенціалу еко/культурного туризму як життєздатних підприємств у районах Південна Гарісса, Іджара та Ламу: Ініціатива збереження громади та підтримки підприємств . Національне управління охорони навколишнього середовища Кенії.
- Антіпа, Р. С., Алі, М. Х. та Хуссейн, А. А. (2007) Збереження та підтримка знань, пов’язаних з біологічним різноманіттям, про різноманіття корінних народів і місцеві громади з традиційним способом життя Ліс Боні, округ Іджара . Національне управління охорони навколишнього середовища Кенії.